# 歌袋
『歌袋』（うたぶくろ）は、横山だいすけのメジャー1枚目のオリジナル・アルバム。2019年7月24日にSME RecordsからDVD付初回生産限定盤と通常盤の2形態で発売された。

## 解説
横山だいすけ流のエンタテイメントをぎゅーっと詰め込んだことで「歌袋」というタイトルが付けられた。多種多様な楽曲がたくさん詰め込まれたおもちゃ箱のようなアルバム。

## 制作秘話
前山田健一が曲を提供するにあたって横山との話し合い中に「だいすけさん、食べ物何が好きですか?」と聞いたところ「僕、チーズケーキ好きです。チーズが好きなので」「え、じゃあチーズの歌作っちゃいます?」という流れで「チーズばんざい」が作られた。

## 収録曲
| #         | タイトル                        | 作詞             | 作曲                    | 編曲                         | 時間  |
| --------- | ------------------------------- | ---------------- | ----------------------- | ---------------------------- | ----- |
| 1.        | 「ハレルヤルーヤ」              | Koudai Iwatsubo  | GRP                     | GRP                          | 4:07  |
| 2.        | 「Family」                      | Koudai Iwatsubo  | Koudai Iwatsubo・堀越亮 | Koudai Iwatsubo・堀越亮      | 3:34  |
| 3.        | 「笑って」                      | 山田智和         | 山田智和                | 芥田貴弘                     | 3:42  |
| 4.        | 「ぼんたかたっか ぼんぼん音頭」 | 前山田健一       | 前山田健一]             | 前山田健一                   | 3:21  |
| 5.        | 「Sunshine」                    | KAIKI・Carlos K. | KAIKI・Carlos K.        | Carlos K.                    | 3:20  |
| 6.        | 「笑顔をあつめて」              | 喜介             | 渡辺拓也                | 渡辺拓也                     | 4:50  |
| 7.        | 「チーズばんざい」              | 前山田健一       | 前山田健一              | 前山田健一                   | 3:05  |
| 8.        | 「ENJOY!ランドセル」            | 前山田健一       | 前山田健一              | 前山田健一                   | 2:37  |
| 9.        | 「愛したいひと」                | 水野良樹         | 水野良樹                | 本間昭光                     | 5:35  |
| 10.       | 「Hands」                       | Koudai Iwatsubo  | Jeff Miyahara           | Jeff Miyahara・Andy Hagerman | 4:07  |
| 合計時間: | 合計時間:                       | 合計時間:        | 合計時間:               | 合計時間:                    | 38:18 |

## 初回生産限定盤DVD
1. 笑顔をあつめて （Music Video） ～笑顔 ver.～
2. 笑顔をあつめて （Music Video） ～変顔 ver.～
3. 笑顔をあつめて テレビCM
4. ハレルヤルーヤのMusic Videoができるまで
5. ハレルヤルーヤ （Music Video）
6. ハレルヤルーヤ テレビCM

## タイアップ
- 「ハレルヤルーヤ」
  - パズドラOPテーマ
- 「Sunshine」
  - 日本テレビ「ぶらり途中下車の旅」テーマソング
- 「ENJOY!ランドセル」
  - CM「ENJOY!ランドセル」テーマソング
- 「愛したいひと」
  - 日本テレビ「ぶらり途中下車の旅」テーマソング